# 黑尔申-黑灵桑德-下沙尔
黑尔申-黑灵桑德-下沙尔是德国石勒苏益格－荷尔斯泰因州的一个市镇。总面积7.02平方公里，总人口180人，其中男性82人，女性98人（2011年12月31日），人口密度26人/平方公里。
该市镇名称有32个字母，是德国名称最长的市镇。